# Resolutie 2368 Veiligheidsraad Verenigde Naties
Resolutie 2368 van de Veiligheidsraad van de Verenigde Naties werd met unanimiteit van stemmen aangenomen door de VN-Veiligheidsraad op 20 juli 2017. De resolutie spoorde landen aan hun maatregelen tegen de financiering van terreurgroepen en de uitvoering van de sancties tegen die terreurgroepen aan te scherpen, beter na te leven en hiertoe ook beter samen te werken. Verder werden de sancties tegen Islamitische Staat (IS) en Al Qaida nog eens in detail opgesomd en verduidelijkt.

## Standpunten
De Amerikaanse vertegenwoordiger zei dat het verslaan van IS en Al Qaida de hoogste prioriteit had, en dat deze resolutie daarin een belangrijke stap was. Gesteund door de door haar land geleide coalitie van 72 landen, had Irak IS uit de stad Mosoel verdreven, en ook het IS-bolwerk in Syrië stond zwaar onder druk. IS zou proberen elders voet aan de grond te krijgen, en de Veiligheidsraad moest zich kunnen aanpassen aan de gewijzigde bedreiging.
De Russische vertegenwoordiger zei dat geen rekening was gehouden met de meningen van een aantal landen. Het voorstel van zijn eigen land voor een boycot van producten uit gebieden die onder controle van IS stonden was niet weerhouden. Nochtans verdiende IS daar miljoenen dollars mee.
De Japanse vertegenwoordiger verwees naar paragraaf °36, die landen vroeg de PNR-gegevens van luchtvaartmaatschappijen te gebruiken om buitenlandse terreurstrijders op te sporen. Slechts vijftien landen deden dat al, en hij vroeg de overige landen dit voorbeeld te volgen.
De Egyptische vertegenwoordiger zei dat landen die de resoluties van de Veiligheidsraad niet naleefden aangepakt moesten worden. Qatar voerde een pro-terrorismebeleid, zei hij, en steunde terroristen in Libië, Syrië en Irak in de overtuiging dat economische belangen en verschillende politieke oriëntaties zouden verhinderen dat het daarvoor bestraft werd. De Veiligheidsraad mocht dit niet langer negeren. Verschillende Arabische landen beschuldigden Qatar ervan terrorisme te steunen en samen te spannen met Iran. Ze verbraken daarom hun diplomatieke relaties met het land en stelden een boycot in. Ze wilden onder meer dat Qatar zijn banden met Iran verbrak, de Moslimbroederschap verbood en de in Doha gevestigde Arabische nieuwszender Al Jazeera opdoekte. Qatar kreeg wel steun van Iran en Turkije.

## Inhoud
Eerder al waren verschillende maatregelen genomen tegen terrorisme. Zo moesten landen de financiering van terreurdaden afsnijden en verhinderen dat hun inwoners voor terreurgroepen rekruteerden of er wapens aan leverden. Er mocht geen enkele handels- of financiële relatie met groeperingen als IS en Al Qaida bestaan. Hiertoe moesten de landsgrenzen beter bewaakt worden. Ook hadden alle landen de verplichting om de tegen IS en Al Qaida ingestelde sancties, die de bevriezing van banktegoeden, reisverboden en een wapenembargo omvatten, na te leven.
Desondanks alle maatregelen bleven terreurgroepen profijt halen uit de illegale handel in wapens, mensen, drugs, artefacten en natuurlijke rijkdommen, ontvoeringen, afpersingen en bankovervallen. Wapens, militaire uitrusting en buitenlandse strijders bleven hun weg naar IS en Al Qaida vinden. Terreurgroepen maakten handig gebruik van het internet om aan te zetten tot terreurdaden, te rekruteren, geld op te halen en aanslagen te organiseren. Steeds meer buitenlandse strijders keerden van de conflictgebieden terug naar hun thuislanden, en vormden daar een gevaar.
Het mandaat van de middels resolutie 1904 gecreëerde ombudsman, die verzoeken tot schrapping van de IS- en Al Qaidasanctielijst behandelde, liep eind 2019 ten einde, en werd alvast met twee jaar verlengd. Zijn taken en hoe hij deze moest uitvoeren stonden beschreven in de tweede bijlage bij de resolutie. Ook de taken van het middels resolutie 1526 gecreëerde waarnemingsteam, dat de impact van de sancties en de manier waarop landen deze toepasten onderzocht, waren beschreven, in de eerste bijlage. Ook dit mandaat werd met twee jaar verlengd. De laatste bijlage voegde acht personen toe aan de sanctielijst. Ze werden allen gelinkt aan IS of Al Qaida.
Lijst ·  2337 ·  2338 ·  2339 ·  2340 ·  2341 ·  2342 ·  2343 ·  2344 ·  2345 ·  2346 ·  2347 ·  2348 ·  2349 ·  2350 ·  2351 ·  2352 ·  2353 ·  2354 ·  2355 ·  2356 ·  2357 ·  2358 ·  2359 ·  2360 ·  2361 ·  2362 ·  2363 ·  2364 ·  2365 ·  2366 ·  2367 ·  2368 ·  2369 ·  2370 ·  2371 ·  2372 ·  2373 ·  2374 ·  2375 ·  2376 ·  2377 ·  2378 ·  2379 ·  2380 ·  2381 ·  2382 ·  2383 ·  2384 ·  2385 ·  2386 ·  2387 ·  2388 ·  2389 ·  2390 ·  2391 ·  2392 ·  2393 ·  2394 ·  2395 ·  2396 ·  2397